# Парламентские выборы в Германии (1924, декабрь)
Внеочередные парламентские выборы в Веймарской Республике из-за кризиса правительства Вильгельма Маркса прошли 7 декабря 1924 года. Выборы окончились значимой победой для республиканских сил, стабилизировав положение государства, а также указывали на поражение радикальных сил в Германии.

## Предвыборная кампания
В августе 1924 года, Рейхстаг ратифицировал Лондонское соглашение, которое регулировала репарации в соответствии с планом Дауэса. Однако попытки введения тарифов на сельскохозяйственную продукцию, которые были приостановлены в своём действии в 1914 году, дабы Рейхстаг как бы мог выразить благодарность правым партиям за поддержку соглашения, провалились из-за бойкота левых сил, которые покинули парламент. В это же время усиливалось давление на правительство Вильгельма Маркса со стороны правых партий, дабы тот разорвал коалицию с СДПГ и расширил влияние правых партий в кабинете министров. Рейхсканцлер был в крайне затруднительном положении — НДП, а также часть партии Цента выступали против данного решения. Попытка создания так называемой Большой коалиции с СДПГ и НННП оказались провальными, а другие также имели малые шансы на какой-либо успех. А если бы правительство не подверглось изменениям, то получило бы вотум недоверия. Ввиду такой патовой ситуации, 20 октября парламент был распущен, а новые выборы были назначены уже на 7 декабря.
При этом, если майские выборы были под сильным влиянием экономического кризиса, инфляции, путчей и угрозы существования самой демократии, то декабрьские пришлись на время начала экономического подъема, когда безработица значительно снижалась (с 12 % профсоюзных безработных до 7,2 %), а заработная плата начала расти в купе с сокращением рабочих часов.
Однако, несмотря на политическое успокоение политического поля, радикальные партии сохраняли свой курс и программу: к примеру, бойцы Красного фронта совершали отдельные нападения на Рейхсбаннер.
Правые радикалы отныне наиболее ярко были представлены национал-социалистическим освободительным движением, где этнические немцы и северогерманские националисты начали объединяться вокруг Эриха Людендорфа и Альбрехта фон Грефа. Появлялись и другие конкурирующие партии и движения. Адольф Гитлер всё ещё находился в тюрьме и не имел какого-либо влияния на споры или расколы внутри движений.
Наиболее большую выгоду от раскола или потери популярности радикалов, а также малых партий, получила СДПГ и НННП, однако в обеих партиях появились внутрипартийные проблемы. В НННП часть партаппарата восстало против Лондонского соглашения, расколов партию, из-за чего Оскарг Хергт был вынужден подать в отставку. В предвыборной агитации победила линия на борьбу с «еврейским, французским правлением» и «освобождение от парламентских клик и демократического капитала» — партия в первую очередь ориентировалась на фашистов, национал-социалистов и правых радикалов в своей кампании.
В СДПГ продолжалась саксонская полемика, что разделяло партию на несколько лагерей, а решения местных, а также федеральных партийных органов и вовсе вступали в прямой конфликт между с собой.

## Результаты
По итогам декабрьских выборов, радикальные партии потеряли значительное число голосов, а радикальные крылья партий — ослаблены. В основном, выиграть от этого смогли СДПГ и НННП. Доля голосов за НННП выросла на 1 % за счёт заигрываний с национал-социалистами, а СДПГ — на 5,5 % за счёт КПГ и НСДПГ, при этом доля голосов КПГ упала на 2,4 %, а национал-социалисты и вовсе чуть было не вылетели из парламента, набрав всего 3 % голосов. ННП, НДП, Центр и БНП практически не изменили число своих мест. Из малых партий наибольших результатов добилась Экономическая партия Германского среднего класса, получив 2,3 % голосов.
| Состав III-го созыва Рейхстага Веймарской Республики | Состав III-го созыва Рейхстага Веймарской Республики | Состав III-го созыва Рейхстага Веймарской Республики | Состав III-го созыва Рейхстага Веймарской Республики | Состав III-го созыва Рейхстага Веймарской Республики |
| Партия                                               | Голосов                                              | %                                                    | Мест                                                 | Изменение                                            |
| ---------------------------------------------------- | ---------------------------------------------------- | ---------------------------------------------------- | ---------------------------------------------------- | ---------------------------------------------------- |
| Социал-демократическая партия Германии               | 7 881 041                                            | 26,0 %                                               | 131                                                  | ▲+31, +5.5 %                                         |
| Немецкая национальная народная партия                | 6 205 802                                            | 20,5 %                                               | 103                                                  | ▲+8, +1 %                                            |
| Католическая партия центра                           | 4 118 849                                            | 13,6 %                                               | 69                                                   | ▲+4, +0 %                                            |
| Немецкая народная партия                             | 3 049 064                                            | 10,1 %                                               | 51                                                   | ▲+6, +1 %                                            |
| Коммунистическая партия Германии                     | 2 709 086                                            | 8,9 %                                                | 45                                                   | ▼−17, −4 %                                           |
| Немецкая демократическая партия                      | 1 919 829                                            | 6,3 %                                                | 32                                                   | ▲+4, +1 %                                            |
| Баварская народная партия                            | 1 134 035                                            | 3,7 %                                                | 19                                                   | ▲+3, +1 %                                            |
| Национал-социалистическое освободительное движение   | 907 242                                              | 3,0 %                                                | 14                                                   | ▼−18, −4 %                                           |
| Экономическая партия Германского среднего класса     | 692 963                                              | 2,3 %                                                | 12                                                   | ▲+5, +1 %                                            |
| Аграрная Лига                                        | 499 383                                              | 1,6 %                                                | 8                                                    | ▼−2, −0 %                                            |
| Баварский крестьянский союз                          | 312 442                                              | 1,0 %                                                | 5                                                    | ▲+2, +0 %                                            |
| Немецко-Ганноверская партия                          | 262 691                                              | 0,9 %                                                | 4                                                    | ▼−1, −0 %                                            |
| Прочие партии                                        | 597 665                                              | 2,0 %                                                | 0                                                    | ▼−1, −0 %                                            |
| Общий результат                                      | 30.290.092                                           | 100 %                                                | 493                                                  | ▲21 новое место                                      |

## Формирование правительства
По итогам выборов, фактически было только два варианта формирования правительства. Один — формирование СДПГ и центристского блока, однако действующий рейхсканцлер, как и его партия скептически относились к этому варианту, поэтому в январе 1925 года Маркс отказался от формирования правительства, и рейхспрезидент Фридрих Эберт поручил это сделать Гансу Лютеру. Кабинет министров был сформирован из представителей партий НННП, ННП, НДП, СДПГ и Центра.